# Abelona rubescens
Abelona rubescens is een rechtvleugelig insect uit de familie Gryllacrididae. De wetenschappelijke naam van deze soort is voor het eerst geldig gepubliceerd in 1918 door Lucien Chopard.